# Dian Cecht
Dian Cecht [dʼian kʼeːxt], auch Diancécht, ist eine Sagengestalt aus dem Mythologischen Zyklus der keltischen Mythologie Irlands.

## Mythologie
Dian Cecht gilt im Lebor Gabala Eirenn als Sohn des Easar Breac und der Danu, als Vater der Brüder Miach, Cian und Goibniu sowie der Schwestern Airmed und Etan. Er soll außerdem der Urgroßvater Abhcans sein. Er ist der oberste Heiler der Túatha Dé Danann.
Dank seiner Heilkunst kann er in vielerlei Hinsicht behilflich sein. Als Midir durch einen Stich mit einem Haselstab eines seiner Augen verliert, ersetzt Dian Cecht ihm dieses. Er fertig auch in dreimal neun Tagen eine Ersatzhand aus Silber für Nuada, nachdem dieser seine rechte Hand in der Schlacht von Mag Tuired verloren hatte. Als es jedoch (in einer jüngeren Version) Miach, dem Sohn des Dian Cecht gelingt, eine echte Hand aus Fleisch und Blut für Nuada zu beschaffen, und Nuada durch seine – nun wiederhergestellte – Unversehrtheit wieder auf den Königsthron zurückkehren kann, tötet Dian Cecht seinen Sohn aus Eifersucht.
Krieger, die in der Schlacht verwundet wurden oder gefallen waren, taucht Dian Cecht in seine Quelle des Lebens (tipra sláine), welche er mit seiner Tochter Airmed hütet, und heilt bzw. erweckt diese so zu neuem Leben. Diese Quelle wird von Octriallach, dem Sohn des Fomori-Königs Indech, zugeschüttet und dadurch unbrauchbar gemacht.
Dian Cecht wird auch als der Verfasser des Rechtstextes Bretha Crólige angesehen, der sich mit den Bußzahlungen bei Verwundungen befasst.

## Rezeption
Auf einem Pergament aus dem 8./9. Jahrhundert der St. Galler Handschrift 1395 (Stiftsbibliothek St. Gallen) hat ein heilkundiger Mönch den Namen Dian Cechts genannt:
Ich vertraue auf die Salbe, die Diancécht seinem Volk [gemeint sind die Túatha Dé Danann] überließ, damit das heil werde, worauf sie kommt.
Ein Rechtstext aus dem 8. Jahrhundert über die Pflicht der Heilung Verwundeter trägt den Titel: Die Entscheidungen des Diancécht.